# 녹에어
녹에어(태국어: นกแอร์, 영어: Nok Air)는 타이 항공의 저비용 항공사로 허브 공항으로 돈므앙 국제공항이 있으며 태국에서 '녹'(태국어: นก)은 단어는 조류를 의미하여, 기체의 도장도 새를 모방했다. 이전에 방콕발 치앙마이 국내선 노선에 타이 항공과 함께 코드 쉐어를 실시하고 있었다.

## 역사
2004년 당시 타이 항공이 출자해 설립 했으며 2007년 3월 25일 수완나품 공항 기점으로 한 모든 태국 국내선 노선이 돈므앙 국제공항으로 이전했다. 같은 해 5월부터 국제선에 진출했다. 취항지는 마카오 국제공항을 계획했었지만 당시 마카오 정부가 난색을 표했기 때문에, 국제선 최초 취항지는 인도의 방갈로르로 취항했으며, 당시 에어데칸과 사업 제휴를 맺었으나, 반년 만에 철수하였다. 당시 태국의 방콕과 베트남의 하노이간 국제선 운항을 하고 있었다. 2008년 6월 경영난이 지속되면서 7월부터 치앙라이, 우본랏차타니, 끄라비 국내선 노선과 하노이 국제선 노선이 중단했다. 같은 해 9월, 직원의 연금을 40% 삭감하는 것을 발표했다. 2009년 11월에 파산한 PB 에어 일부 노선을 인수하여, 취항 노선을 다시 늘렸다.

## 운항 노선
- 2020년 3월 기준으로 녹에어는 다음과 같이 운항하고 있다.

## 보유 기종
- 2024년 3월 기준으로 녹에어는 다음과 같은 기종을 보유하고 있다.

## 녹에어 지분
2019년 3월 15일 기준 녹에어는 다음과 같은 지분이 보유되고 있다.
| 지분 보유자                | 보유 지분 |
| -------------------------- | --------- |
| Mr. Nuttapol Jurangkool    | 24.33%    |
| Mrs. Hathairatn Jurangkool | 22.15%    |
| Mr. Thaveechat Jurangkool  | 20.94%    |
| 타이항공                   | 15.94%    |
| Dr. Tham Chirathivatt      | 0.37%     |
| Mr. Patee Sarasin          | 0.37%     |

## 사진

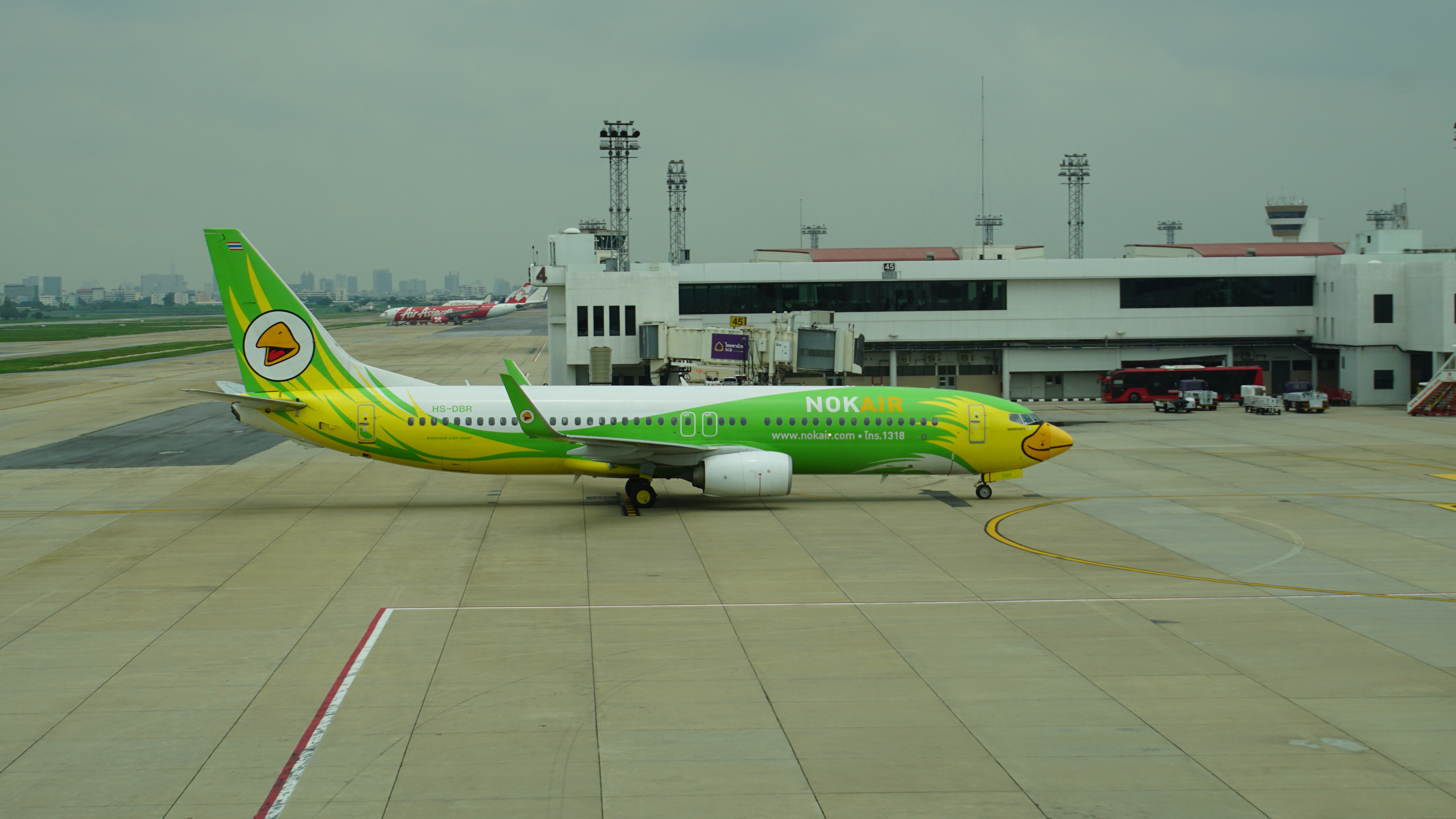
녹에어 보잉 737-800

## 같이 보기
- 녹스쿠트